# Cumbre de Riad

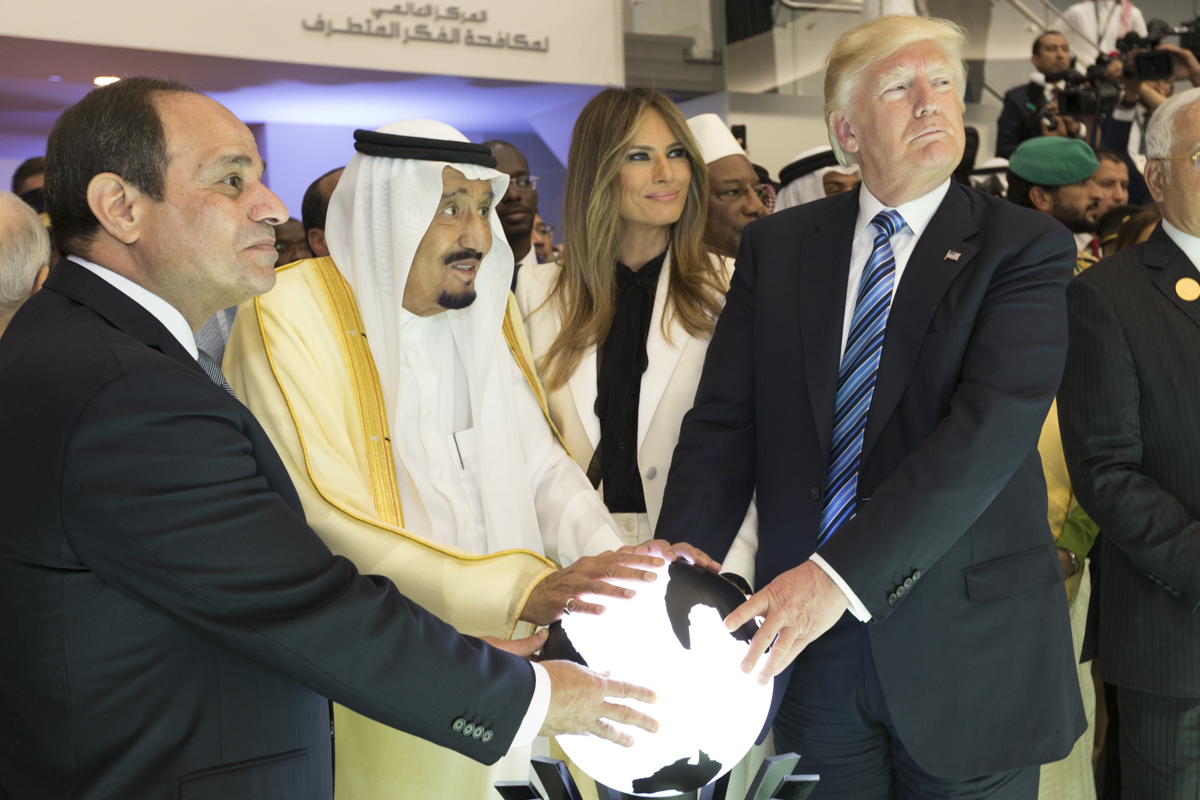
El Rey Salman y los Presidentes Trump y el-Sisi inauguran el Centro Global para la Lucha contra el Extremismo tocando una esfera brillante en forma de globo terráqueo

La Cumbre de Riad de 2017 (en árabe: قمة الرياض 2017 ) fue una serie de tres cumbres celebradas el 20 y 21 de mayo de 2017 con motivo de la visita del presidente de los Estados Unidos Donald Trump a Arabia Saudita, en su primer viaje al extranjero. La cumbre incluyó una reunión bilateral entre los Estados Unidos y Arabia Saudita y dos reuniones multilaterales, una entre los miembros del Consejo de Cooperación del Golfo y la otra con los países árabes y musulmanes. La cumbre se llevó a cabo en la ciudad de Riad y su eslogan fue Together, We Prevail (Juntos, prevaleceremos).

## Cumbre bilateral entre Estados Unidos y Arabia Saudita

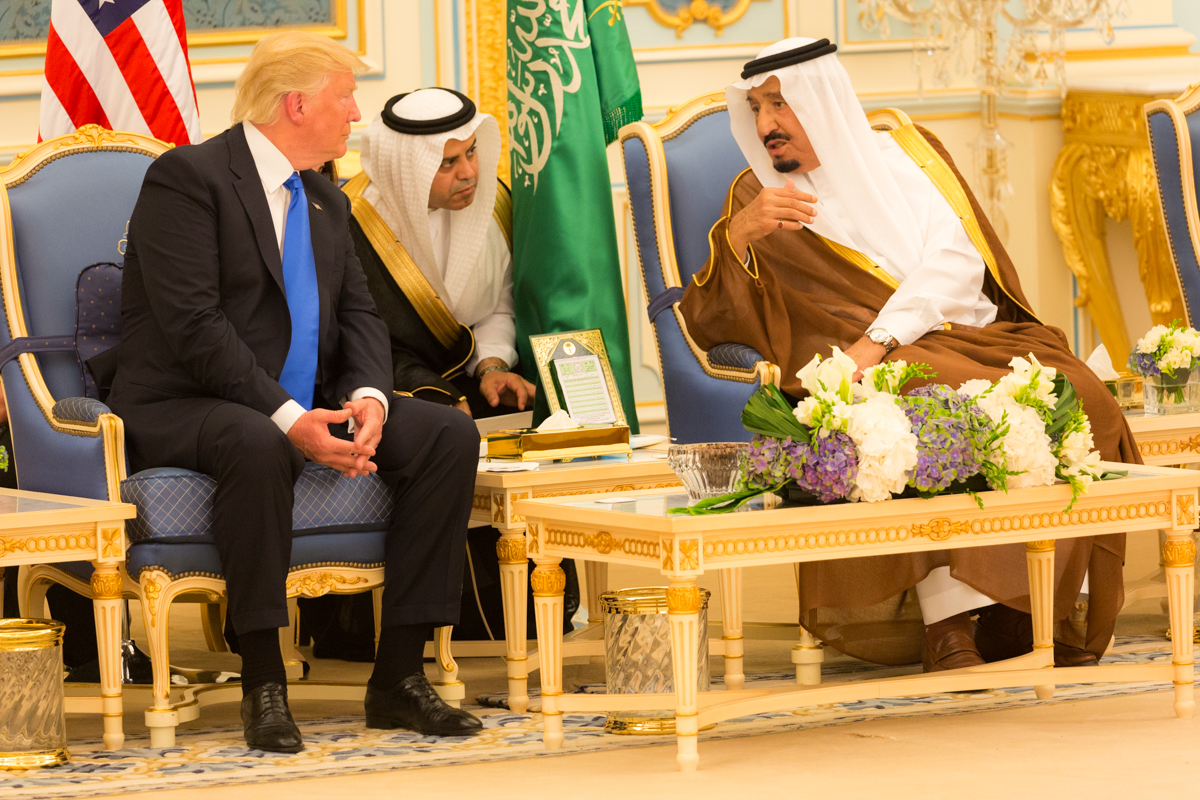
El presidente Trump y el rey Salman hablan durante la cumbre el 20 de mayo

El presidente Trump hizo su primer viaje al extranjero a Arabia Saudita llegando al Aeropuerto Internacional Rey Khalid el 20 de mayo, donde se reunió con el rey Salman. Trump luego viajó al Palacio Murabba, donde el Rey le otorgó la Orden de Abdulaziz Al Saud. Por la noche, Trump y la delegación de EE. UU. Tomaron parte en la tradicional danza de espada ardah.
Durante la cumbre, el presidente Trump firmó un acuerdo de armas por valor de 350 mil millones de dólares con Arabia Saudita. El acuerdo de armas fue el más grande en la historia mundial. La transacción incluyó tanques, sistemas de defensa de misiles de buques de combate, así como tecnología de radar, comunicaciones y ciberseguridad. La transferencia fue ampliamente vista como un contrapeso contra la influencia de Irán en la región.

## Agenda del 21 de mayo
Trump se reunió con los líderes de GCC la mañana del 21 de mayo. Más tarde, el Rey Salman y el presidente Trump dieron discursos de apertura en la Cumbre Árabe Islámica Estadounidense. Trump llamó a los líderes musulmanes a "expulsar" el terrorismo de sus países, y condenó a Hamás y al gobierno iraní por su apoyo al gobierno de Bashar al-Assad.
Al cierre de la cumbre, los líderes inauguraron el nuevo Centro Global para la Lucha contra el Extremismo en Riad, destinado a ser un centro de excelencia para combatir el extremismo violento que conduce al terrorismo, involucrando a varios expertos internacionales contra el extremismo. Para inaugurar oficialmente el centro, el Rey Salman, el presidente Trump y el presidente egipcio Abdel Fattah el-Sisi pusieron sus manos en una esfera resplandeciente en forma de globo terráqueo, lo cual fue motivo de revuelo para los medios internacionales.
Delegados de 54 países musulmanes o con significativas minorías musulmanas asistieron a la cumbre:
| - Afganistán - Albania - Argelia - Azerbaiyán - Baréin - Bangladés - Benín - Brunéi - Burkina Faso - Camerún - Chad - Comoras - Costa de Marfil - Yibuti - Egipto - Emiratos Árabes Unidos - Gabón - Gambia | - Guinea - Guinea Bissau - Guyana - Indonesia - Irak - Jordania - Kazajistán - Kirguistán - Kuwait - Líbano - Libia - Malasia - Maldivas - Mali - Marruecos - Mauritania - Mozambique - Níger | - Nigeria - Omán - Pakistán - Palestina - Qatar - Senegal - Sierra Leona - Somalia - Sudán - Surinam - Tayikistán - Togo - Túnez - Turkmenistán - Turquía - Uganda - Uzbekistán - Yemen |

## Consecuencias

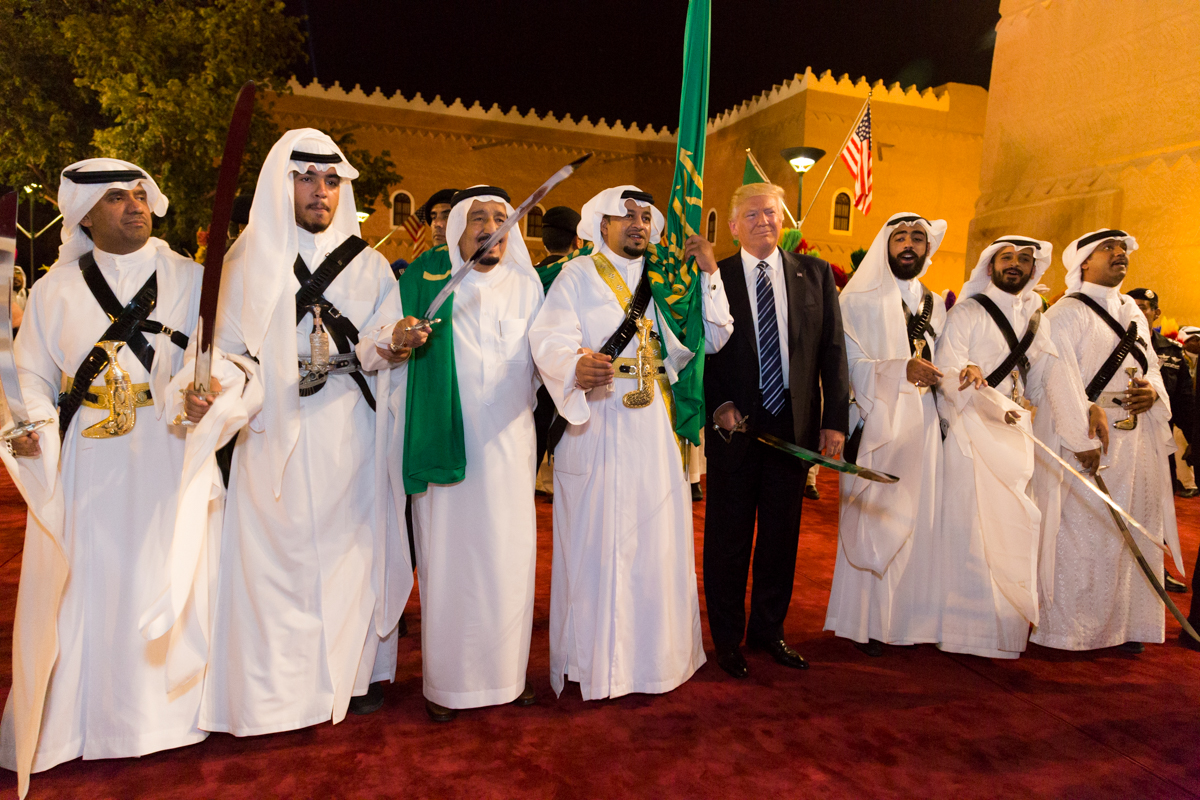
El rey Salman y el presidente Trump participan en la danza tradicional ardah en el Palacio Murabba

Envalentonados por las críticas de Trump a Irán, muchos países árabes decidieron tomar medidas contra sus enemigos percibidos. Baréin comenzó a tomar medidas enérgicas contra su mayoría chiita, matando a 5 personas y arrestando a otras 286. Baréin también cerró un periódico independiente y proscribió al último grupo opositor del país.
El 5 de junio de 2017, Arabia Saudita, Emiratos Árabes, Yemen, Egipto y Baréin anunciaron que estaban cortando las relaciones diplomáticas con Catar. Hamid Aboutalebi, subjefe de personal del presidente de Irán, Hassan Rouhani, tuiteó: "Lo que está sucediendo es el resultado preliminar de la danza de la espada", en referencia a la conducta de Trump en la Cumbre.